# John Alexander Macdonald (homme politique prince-édouardien)
Pour les articles homonymes, voir John Alexander Macdonald (homonymie) et Macdonald.
John Alexander Macdonald (12 avril 1874-15 novembre 1948) est un homme politique canadien de l'Île-du-Prince-Édouard. Il est député fédéral conservateur de la circonscription prince-édouardienne de King's de 1921 à 1934. Il est ministre dans les cabinets des premiers ministres Arthur Meighen et Richard Bedford Bennett.
Il est également conseiller (député) provincial de la circonscription prince-édouardienne de 3e Kings de 1908 à 1915 et de 1923 à 1925.

## Biographie
Né à Tracadie sur l'Île-du-Prince-Édouard, Macdonald est marchand, exportateur et constructeur de bateaux. Il est aussi directeur de la Cardigan Electric Company, de la Cardigan Silver Fox Company Limited et de la Georgetown Fish Company.
Il siège à l'Assemblée législative de l'Île-du-Prince-Édouard et occupe les fonctions de ministre sans portefeuille de 1911 à 1915 et ministre des Travaux publics et des Autoroutes de 1923 à 1925.
Élu sur la scène fédérale, il siège à la Chambre des communes du Canada et entre au cabinet à titre de ministre sans portefeuille en 1926 et de 1930 à 1935. En 1935, il est nommé au Sénat du Canada et représente la division sénatoriale de Cardigan. Il sert comme sénateur jusqu'à son décès à Cardigan en 1948.
Son fils, John Augustine Macdonald, et sa belle-fille, Margaret Mary Macdonald, représentent aussi la circonscription fédérale de King's. 